# نيوبوري (نيوهامشير)
نيوبوري (بالإنجليزية: Newbury, New Hampshire)‏ هي بلدة أمريكية تقع في الولايات المتحدة في مقاطعة ميريماك. يقدر عدد سكانها بـ 2,072 نسمة ومساحتها 98.7 كم2 وترتفع عن سطح البحر 341 متر.